# Despised Icon
Despised Icon er et canadisk deathcore band fra Montreal. Bandet blev dannet i 2002 og har udgivet fire studio albums og en live DVD.

## Medlemmer

### Nuværende medlemmer (2010)
- Alexandre Erian – Vokal (2002 -)
- Steve Marois – Vokal (2002 -)
- Eric Jarrin – Guitar (2002 -)
- Ben Landreville – Guitar(2009 -)
- Max Lavelle – Bas (2008 -)
- Alexandre Pelletier – Trommer (2003 -)

### Tidligere medlemmer
- Yannick St-Amand – Guitar (2002 – 2006)
- Marie-Hélène Landry – Vokal (2002 – 2003)
- Sebastien Piché – Bas (2002 – 2008)
- Al Glassman – Bas (2006 – 2008)

## Diskografi

### Studiealbums
| År                                         | Albumdetaljer                                                          | Højeste hitlisteplacering | Højeste hitlisteplacering |
| År                                         | Albumdetaljer                                                          | US                        | US Heat.                  |
| ------------------------------------------ | ---------------------------------------------------------------------- | ------------------------- | ------------------------- |
| 2002                                       | Consumed by Your Poison - Released: 2. oktober 2002 - Label: Galy      | —                         | —                         |
| 2005                                       | The Healing Process - Released: 5. april 2005 - Label: Century Media   | —                         | —                         |
| 2007                                       | The Ills of Modern Man - Released: 22. maj 2007 - Label: Century Media | —                         | 28                        |
| 2009                                       | Day of Mourning - Released: 22. september 2009 - Label: Century Media  | 162                       | 6                         |
| 2016                                       | Beast - Released: 22. juli 2016 - Label: Nuclear Blast                 | —                         | 2                         |
| 2019                                       | Purgatory - Released: 15. november 2019 - Label: Nuclear Blast         | —                         | —                         |
| "—" denotes a recording that did not chart |                                                                        |                           |                           |

### DVD'er
| År   | Albumdetaljer                                            |
| ---- | -------------------------------------------------------- |
| 2009 | Montreal Assault - Released: 2009 - Label: Century Media |

### Andre udgivelser
| År   | Albumdetaljer | Noter |
| ---- | --- | --- |
| 2004 | Syndicated Murderers - EP - Released: 2004 - Label: — | - Features two tracks that were later re-recorded for The Healing Process.                                                        |
| 2005 | Bodies in the Gears of the Apparatus and Despised Icon - Splitalbum with Bodies in the Gears of the Apparatus. - Released: 11. januar 2005 - Label: Relapse | - Features one track that was later re-recorded for Beast.                                                                        |
| 2006 | Demos 2002 & 2004 - Demo albums - Released: 2006 - Label: Galy                                                                                              | - Split with Ion Dissonance, including: - .357 demo, 2002 by Ion Dissonance; - Syndicated Murderers promo, 2004 by Despised Icon. |